# セルゲイ・タルノフスキー
セルゲイ・タルノフスキーまたはタルノウスキー（セルゲイ・ヴラディミロヴィチ・タルノフスキー、ロシア語: Сергей Владимирович Тарновский, 英語: Sergei Vladimirovich Tarnowsky, 1882年11月3日 – 1976年3月22日）はロシア帝国出身のピアニスト・音楽教師である。

## 概要
キーウに生まれる。母親はイタリアに留学経験を持つ声楽家で、父親は法律家だった。しばしば音楽家が来訪する家庭環境に育ち、おのずと早くにピアノに興味を寄せた。8歳で、ワルシャワ音楽院卒業生のヘンリク・ボビンスキの指導を受ける。19歳の時よりペテルブルク音楽院でアンナ・エシポワに師事。卒業時には、金メダルとアントン・ルビンシテイン賞を授与された。
オデッサに教師として赴任するが、同地ではワシーリー・サフォーノフの指揮するオーケストラと共演もしている。感銘を受けたサフォーノフの計らいで、ベルリン・フィルハーモニー管弦楽団と3週間にわたって共演し、チャイコフスキーやラフマニノフの協奏曲とアレンスキーの幻想曲を演奏した。その後はヨーロッパの諸都市で演奏旅行を行なっている。ローマでラフマニノフの《ピアノ協奏曲 第1番 嬰ヘ短調》を演奏したところ、演奏終了後に、聴衆にまじっていたコジマ・ワーグナーから祝福を受けた。
演奏旅行の合間にマリインスキー劇場でアルバート・コーツと共演している。その後はキエフ音楽院ピアノ科の教授に就任して、1914年から1919年までヴラジーミル・ホロヴィッツの教授となった（16歳でフェリックス・ブルーメンフェリトに乗り換えるまで、ホロヴィッツ少年は11歳からタルノフスキー以外の指導を受けなかった）。タルノフスキーのその他の門弟に、アレクサンドル・ユニンスキーやヴラディーミル・ヤンポリスキー、アナトール・キタインらがいる。
1928年に、アレクサンドル・グラズノフの養女と結婚してパリに移り、1930年にアメリカ合衆国に移住した。1933年よりシカゴのディ・ポール大学附属音楽院の教員を務めるかたわら、演奏家としても舞台に立ち、ナタン・ミルシテインやウィリアム・プリムローズ、ラヤー・ガールブゾヴァ、マリア・クレンコらと共演した。クレンコとはチャイコフスキーの歌曲をアルバムに録音している。  
門下生のマクシン・マトラヴィシュと再婚してカリフォルニアに定住し、1940年代から歿年まで引く手あまたのピアノ教師となった。南カリフォルニア時代のタルノフスキーは多くのピアニストを指導したが、中でもキューバ人のヴィルトゥオーソ・ピアニストのオラシオ・グティエレスを、「ホロヴィッツ以降に出逢った最大のピアニスト」と呼んでいた。

## 註記
1. 1 2 3 4 5 6 7  Liner notes from Vignettes of Old Russia, Genesis Records